# Samantha Deane
Samantha van Welderen barones Rengers-Deane (kortweg Samantha Deane) (Buenos Aires, 31 augustus 1971) is binnenhuisarchitecte en een jeugdvriendin van Máxima Zorreguieta, en tevens de peettante van Máxima's oudste kind, prinses Catharina-Amalia.
Samantha Deane is de dochter van Robin Deane en Miranda Kenny. Ze zat samen met Máxima (nu echtgenote van de koning der Nederlanden) op de kleuterschool en daarna op de Northlands School. Samantha studeerde rechten en economie in Engeland. Deane werkt in Londen bij een bureau voor binnenhuisarchitectuur.
In 2004 trad ze in het huwelijk met ir. Willem Frederik (Frederik) van Welderen baron Rengers (1968), zoon van ir. Albert Joan Jacob van Welderen baron Rengers (1939-2024) en jkvr. Cornelia Francisca (Francien) Beelaerts van Blokland; ze kregen drie kinderen.